# 島原幸雄
島原 幸雄（しまばら ゆきお、1933年4月21日 - 1995年1月6日）は、愛媛県松山市出身のプロ野球選手（投手）。
稲尾和久が台頭する前の西鉄ライオンズのエース投手として、1956年から1958年にかけての3年連続日本一に貢献した。

## 経歴
1952年に松山東高等学校を中退後、西鉄ライオンズの二軍で監督を務めていた重松通雄を通じて入団テストを受け合格。プロ野球選手としてデビューする。初年度より一軍戦で登板しているが、4年間は一軍に定着できなかった。初めは本格派のオーバースローで、球速はあったが制球力に難があった。あとから入団した河村久文、西村貞朗らに追い抜かれ、一軍で起用されても「オレ、ダメなんだな」と劣等感に悩まされた。他のウエスタン・リーグチームの所在地の関係で、西鉄の二軍合宿所は一軍本拠地だった平和台野球場のある福岡県福岡市から遠く離れていた大阪府堺市浜寺に置かれ、その土蔵のような建物に島原は暮らしていた。
1953年は4勝6敗と負け越していたが、オフに高橋ユニオンズへ移籍した武末悉昌のエースナンバー18番を貰うと、島原は「恥ずかしい」を連発し、内気になっていた。4年目の1955年、石本秀一コーチの進言でサイドスローに変えた。この年通算9勝目を挙げたが、年末に球団がノンプロ日鉄二瀬の強打者・寺田陽介を獲得する見返りに島原を日鉄に譲渡するというトレードの噂が流れた。この屈辱的なニュースが弱気な島原を奮起させた。
オフに郷里に帰ると、社会人バスケットボールチームのコーチをしていた実兄に頼んで一緒に練習し、走り込んだ。1956年のキャンプでは、足腰が出来上がっていたことで初日から速い球を投げる島原に、三原脩監督が「すごいじゃないか」と目を留めた。これがきっかけでオープン戦から積極的に起用された。
公式戦に入ってから調子は上昇し、4月中に9勝とそれまで4年分の勝ち星を一月でクリア。相手は東映フライヤーズ、大映スターズ、高橋ユニオンズの下位球団ばかりだったが、島原に自信をつけさせるための三原の計算だった。
1956年5月2日、大阪スタヂアムでの対南海ホークス戦に先発し敗戦投手になったが「この打線に完投できた。オレも一人前の投手になった」と自信を持った。本来は器用な選手で、相手・球種によって腕の上げ方を変えると「一見バラバラな変則的フォームで打ちづらい」と打席に立つ打者たちは言った。
前半戦まで独走の16勝を記録し、6月には3試合連続（13日高橋戦、17日毎日戦、20日近鉄戦）完封勝利を記録。オールスターにも選ばれて第1戦に先発すると勝利投手となった。この試合で三塁へのカバーに走った時に足腰をひねってしまった。チームメイトの中西太が「無理するなよ」と声をかけると「いいですよ。ボクは今まで月給泥棒。恩返しをさせてもらっているのだから、1年で潰れても本望です」と返答した逸話がある。
その後、当時のプロ野球新記録となる公式戦の半数の74試合に登板。夏場にマウンドを守りきり、南海を僅差で破っての優勝に貢献した。最終的にリーグ最多の40試合に先発し、25勝11敗という従来からは大きく飛躍した成績でこのシーズンを終え、最優秀投手に選出された。巨人との日本シリーズでは全6試合中5試合に登板。第2戦では5回からルーキーの稲尾和久をリリーフし勝利投手となる。第3戦、第4戦で先発するが勝敗はつかなかった。
1957年の巨人との日本シリーズでも2試合に登板。第5戦では8回からリリーフし勝利を飾る。1958年の巨人との日本シリーズは3試合に登板。第2戦で先発するが、初回に打ち込まれ3自責点で降板、敗戦投手となった。この年からエースの座は稲尾に譲る格好になったが、その後も1959年まで二桁勝利を続けた。しかし、打者として出塁中に足を痛め1960年以降は球威が衰え、登板数も減少していく。
1963年、彼を育てた石本秀一の勧めで広島カープに移籍したが、登板機会はなく、病気を理由に同年限りで現役を引退。
以降は野球界と関わることはなく、1984年に平和台球場で行われた三原脩の追悼試合にも出席しなかった。
1994年12月28日、島原のいとこが愛媛県立中央病院から呼び出され、行ってみると、ベッドの上で横たわっている島原幸雄がいた。「嫌な病気に取り付かれた。もう長いことはない」とつぶやいたという。1995年1月6日に死去。61歳没。
もっとも、島原の死を知ったのは西日本新聞だけで、時間経過もあって、ほとんど報じられていなかったため、前年に亡くなった稲尾和久の追悼で行われた2008年の「西鉄メモリアルデー」を報じた日刊スポーツの記事では存命扱いになっていた。

## 詳細情報

### 年度別投手成績
| 年 度      | 球 団      | 登 板 | 先 発 | 完 投 | 完 封 | 無 四 球 | 勝 利 | 敗 戦 | セ 丨 ブ | ホ 丨 ル ド | 勝 率 | 打 者 | 投 球 回 | 被 安 打 | 被 本 塁 打 | 与 四 球 | 敬 遠 | 与 死 球 | 奪 三 振 | 暴 投 | ボ 丨 ク | 失 点 | 自 責 点 | 防 御 率 | W H I P |
| ---------- | ---------- | ----- | ----- | ----- | ----- | -------- | ----- | ----- | -------- | ----------- | ----- | ----- | -------- | -------- | ----------- | -------- | ----- | -------- | -------- | ----- | -------- | ----- | -------- | -------- | ------- |
| 1952       | 西鉄       | 15    | 2     | 0     | 0     | 0        | 0     | 0     | --       | --          | ----  | 132   | 27.2     | 31       | 3           | 17       | --    | 1        | 7        | 0     | 0        | 23    | 18       | 5.79     | 1.73    |
| 1953       | 西鉄       | 27    | 9     | 1     | 0     | 0        | 4     | 6     | --       | --          | .400  | 329   | 81.0     | 56       | 4           | 38       | --    | 2        | 38       | 1     | 1        | 32    | 29       | 3.22     | 1.16    |
| 1954       | 西鉄       | 23    | 8     | 1     | 0     | 0        | 3     | 1     | --       | --          | .750  | 248   | 63.0     | 43       | 3           | 26       | --    | 0        | 28       | 0     | 0        | 24    | 16       | 2.29     | 1.10    |
| 1955       | 西鉄       | 21    | 8     | 2     | 1     | 0        | 2     | 2     | --       | --          | .500  | 248   | 60.0     | 54       | 4           | 22       | 1     | 2        | 34       | 1     | 0        | 26    | 21       | 3.15     | 1.27    |
| 1956       | 西鉄       | 74    | 40    | 15    | 3     | 1        | 25    | 11    | --       | --          | .694  | 1443  | 373.2    | 225      | 7           | 114      | 7     | 7        | 253      | 7     | 0        | 76    | 56       | 1.35     | 0.91    |
| 1957       | 西鉄       | 31    | 17    | 6     | 3     | 2        | 13    | 5     | --       | --          | .722  | 561   | 140.0    | 110      | 5           | 37       | 4     | 3        | 81       | 1     | 0        | 41    | 25       | 1.61     | 1.05    |
| 1958       | 西鉄       | 43    | 15    | 1     | 1     | 1        | 11    | 7     | --       | --          | .611  | 590   | 146.0    | 124      | 6           | 32       | 1     | 4        | 100      | 1     | 0        | 53    | 43       | 2.65     | 1.07    |
| 1959       | 西鉄       | 49    | 31    | 4     | 0     | 3        | 12    | 11    | --       | --          | .522  | 984   | 244.1    | 213      | 16          | 55       | 11    | 5        | 139      | 0     | 0        | 75    | 65       | 2.39     | 1.10    |
| 1960       | 西鉄       | 39    | 17    | 2     | 0     | 0        | 8     | 8     | --       | --          | .500  | 531   | 130.1    | 116      | 8           | 36       | 2     | 0        | 79       | 2     | 0        | 58    | 50       | 3.44     | 1.17    |
| 1961       | 西鉄       | 35    | 10    | 1     | 0     | 0        | 6     | 3     | --       | --          | .667  | 404   | 93.1     | 91       | 5           | 37       | 3     | 3        | 47       | 0     | 0        | 35    | 32       | 3.06     | 1.37    |
| 1962       | 西鉄       | 19    | 1     | 0     | 0     | 0        | 1     | 2     | --       | --          | .333  | 137   | 31.0     | 40       | 4           | 5        | 0     | 1        | 21       | 1     | 0        | 14    | 12       | 3.48     | 1.45    |
| 通算：11年 | 通算：11年 | 376   | 158   | 33    | 8     | 7        | 85    | 56    | --       | --          | .603  | 5607  | 1390.1   | 1103     | 65          | 419      | 29    | 28       | 827      | 14    | 1        | 457   | 367      | 2.37     | 1.09    |

- 各年度の太字はリーグ最高

### 表彰
- 最優秀投手：1回 （1956年）

### 記録
初記録
- 初勝利：1953年6月14日、対東急フライヤーズ8回戦（後楽園球場）

その他の記録
- 3試合連続完封勝利 （1956年6月13日 - 6月20日）
- オールスターゲーム出場：2回 （1956年、1959年）

### 背番号
- 39 （1952年）
- 22 （1953年）
- 18 （1954年 - 1958年）
- 21 （1959年 - 1962年）
- 16 （1963年）